# Chiesa del Santo Crocefisso (Solto Collina)
La chiesa del Santo Crocifisso conosciuto anche come oratorio di San Giorgio dei disciplini è un luogo di culto cattolico di Solto Collina, in provincia e diocesi di Bergamo. Fa parte del vicariato di Solto-Sovere.

## Storia
L'antico oratorio intitolato a san Giorgio, risulta presente sul territorio di Solto Collina già dal XV secolo, citato in un documento del 2 dicembre 1456, in quella che era la zona cimiteriale. La chiesa era gestita dai disciplini bianchi, conosciuti anche come battuti, per la loro regola di autoflagellarsi per soffrire i dolori del martirio di Cristo. Proprio per questo l'aula del piccolo oratorio era divisa in due, una parte dedicata alla preghiera dei fedeli e una dedicata ai disciplini e alla regola del flagellamento, dove vi era un soppalco in legno
La chiesa fu modificata più volte fino al XVIII secolo con la demolizione del vecchio edificio che negli atti viene citato come l'Oratorio dei defonti (dei morti), e l'ampliamento con la nuova navata.

## Descrizione

### Esterno
Il piccolo edificio di culto si trova di fronte alla chiesa parrocchiale di Santa Maria Assunta condividendone il sagrato. La facciata si sviluppa su due livelli. Nel primo l'ingresso principale con paraste e architrave in pietra è anticipata da una breve gradinata stretta definita da balaustre. Due finestre laterali presentano i medesimi contorni e sono protette da inferriate. Un ascritta con l'intitolazione dell'edificio precede la cornice marcapiano con copertura in coppi, che divide il primo livello da quello superiore dove vi è un'ulteriore finestra rettangolare ad arco ribassato. Le lesene delimitano la facciata a capanna. Le due falde del tetto ligneo sono leggermente aggettanti per proteggere la facciata e i fedeli.

### Interno
L'aula, a unica navata e di piccole dimensioni è divisa in due campate da lesene in muratura complete di zoccolo e culminanti con capitelli che reggono la trabeazione da cui s'imposta la volta a botte raccordata da quattro strombature dove vi sono le finestre che danno luce all'aula. I locali della sagrestia, occupati anche come magazzino, ospitano gli affreschi cinquecenteschi opera del clusonese Giacomo Borlone de Buschis, locali che un tempo erano quelli dedicati ai disciplinati. Gli affreschi hanno caratteristiche e stile pittorico che riconducono al oratorio dei Disciplini di Clusone, che confermerebbero l'identità dell'artista che li ha realizzati, che si firma sul cartiglio posto sulla parte inferiore del dipinto raffigurante la “Pietà con Maria Maddalena,” santa patrona dei disciplini:“IACHOBUS DE BUSCHIS DE CLIXE PINXIT”.

Il ciclo si sviluppa su dieci riquadri che raccontano la vita e passione di Cristo. La parete a nord ospita gli affreschi raffiguranti: Cristo deriso, e Cristo davanti a pilato scoperti solo nel 1994 durante i lavori di restauro di tutto l'oratorio. Probabilmente per i dipinti l'artista ha usato i medesimi cartoni degli affreschi clusonesi.
(Lorenzo Contorti in I Moreschi)
Di ignoto sono invece le parti raffiguranti Cristo nel sepolcro e Resurrezione di Cristo.
La zona del presbiterio ospita come pala d'altare il Crocifisso con la Vergine e la Giustizia  ligneo opera fantoniana risalente al XVII secolo, probabilmente commissionato dai disciplini.